# Powiat de Nowy Dwór Gdański
Pour les articles homonymes, voir Gdanski.
Le powiat de Nowy Dwór Gdański (en polonais : powiat nowodworski) est un powiat appartenant à la voïvodie de Poméranie dans le nord de la Pologne.

## Division administrative
Le powiat compte 5 communes :

Carte du powiat

- 1 commune urbaine : Krynica Morska ;
- 3 communes rurales : Ostaszewo, Stegna, Sztutowo ;
- 1 commune mixte : Nowy Dwór Gdański.